# John Nelson Warfield
John Nelson Warfield (1925 — 17 de novembro de 2009) foi um engenheiro estadunidense.
Foi professor e diretor do Institute for Advanced Study in the Integrative Sciences (IASIS) da Universidade George Mason.

## Publicações
Warfield publicou mais de 10 livros e 100 artigos. His books: 
- 1958. Synthesis of Linear Communications Networks. with G. E. Knausenberger, New York: McGraw-Hill.
- 1959. Introduction to Electronic Analog Computers. Englewood Cliffs: Prentice-Hall.
- 1963. Principles of Logic Design. Boston: Ginn and Company.
- 1976. Societal Systems: Planning, Policy, and Complexity. New York: Wiley Interscience.
- 1987. "Dimensionality"  with Alexander Christakis  Systems Research 4, pp. 127–137
- 1990. A Science of Generic Design: Managing Complexity through Systems Design. Ames, IA: Iowa State University Press 1994.
- 1994. A Handbook of Interactive Management. With Roxana Cárdenas, Ames, IA: Iowa State University Press 1994.
- 2002. Understanding Complexity: Thought and Behavior. AJAR Publishing Company, Palm Harbor, FL.
- 2003. The Mathematics of Structure. AJAR Publishing Company, Palm Harbor, FL.
- 2006. An Introduction to Systems Sciences. World Scientific, Singapore

Articles, papers and monographs, a selection:
- 1956. Systems Engineering. United States Department of Commerce PB111801.
- 1957. "How to Improve Systems Engineering". Aeronautical Engineering Review, 16(7), July, 1957, 50-51.
- 1969. "What is System Planning?". With R.W. House, in: Automatica Vol. 5, 1969, pp. 151–157.
- 1972. A Unified Systems Engineering Concept. With J. D. Hill, et al., Columbus: Battelle Memorial Institute, Monograph No. 1, June, 1972.
- 1974. Structuring Complex Systems. Columbus: Battelle Memorial Institute Monograph No. 4, April, 1974
- 2003. "A Proposal for Systems Science". In: Systems Research and Behavioral Science, Vol. 20 (2003), pp. 507–520.
- 2003. "Autobiographical Retrospectives: Discovering Systems Science". In: International Journal of General Systems, December 2003 Vol 32 (6), pp. 525–563.